# Franz Peter Alois Zeltner
Franz Peter Alois Zeltner (getauft 8. August 1737 in Solothurn, heimatberechtigt ebenda; † 11. Mai 1801 ebenda) war ein Solothurner Grossrat und Münzdirektor.

## Leben und Familie
Franz Peter Alois Zeltner war der Sohn des Altrats Franz Anton Joseph und der Anna Maria Vogelsang. Er heiratete 1772 Maria Magdalena, Tochter des Jungrats und Stadtmajors Ludwig Wallier von Wendelsdorf. Xaver und Peter Josef Zeltner waren seine Neffen. Die Familie war römisch-katholisch.
Zeltner besuchte das Jesuitenkollegium in seiner Heimatstadt. Von 1760 bis 1778 war er Solothurner Münzdirektor und von 1777 bis 1798 Stadtschreiber. Im Jahr 1799 wurde er Verwalter des Pfrundhauses. Im Jahr 1762 wurde Zeltner Grossrat und 1798 Mitglied der provisorischen Solothurner Regierung.
Im Jahr 1777 spielte Zeltner eine wichtige Rolle bei der Erneuerung des Bündnisses der Eidgenossenschaft mit dem Königreich Frankreich.
Sein Bruder Franz Xaver Josef Anton (1736–1801) folgte ihm im Amt des Münzdirektors. Beide waren «verantwortlich für die Hochblüte solothurnischer Münzprägung».